# Мадара (компания)
Вижте пояснителната страница за други значения на Мадара.
Мадара е българско акционерно дружество, създадено през 1991 г. след трансформация на Комбинат за товарни автомобили (КТА) „Мадара“, собственик на завод „Мадара“ в Шумен, произвеждал камиони „Мадара“ и ГАЗ.

## История
С решението за създаване на завода за товарни автомобили „Мадара“ е поставено официалното начало на българското автомобилостроене. Изграждането на предприятието започва с помощта на съветски специалисти край Шумен през 1954 г. При откриването му през 1957 г. то разполага с леярна, пресово-ковачен цех и механичен цех. Същата година там започва производството на авточасти, като клапани, валове и зъбни колела.
В началото на 1960-те години започва разширяване на завода, реорганизация на работата и създаване на поточни линии със съдействието на инженерен екип от автомобилен завод „ЗИЛ“, Москва.
През 1963 г. е усвоено производството на предни мостове, а през 1965 г. и на задни мостове за камионите ГАЗ-51, като скоро след това в Шумен започват да се изработват и двигателни мостове за модерния ГАЗ-53А. Не след дълго тези продукти стават основен приоритет на завода и на практика заемат около 50% от неговия производствен капацитет.
В началото на 1966 г. е взето решение в завод „Мадара“ да започне монтаж на съветските камиони ГАЗ. По онова време, освен предни и задни мостове, там се произвежда и самоходно шаси Тип 22 – универсален четириколесен трактор с малка мощност с товароподемност 1 тон.
През май 1967 г. в Шумен е изработена първата серия от 5 камиона ГАЗ-53А (първоначално те са предлагани в България под името Рила 7, но то не успява да се наложи в серийната продукция на комбината). По същото време се очаква пристигането на комплекти за монтаж на още 10 камиона, а до края на 1967 г. в завода са сглобени общо 200 броя.
Към 1968 г. от завода вече излизат по 200 камиона месечно, а през септември същата година в експлоатация влиза нов монтажен цех, разположен на площ от 80 декара.
През септември 1969 г. завод „Мадара“ дебютира на международния панаир в Пловдив, където показва четири модела – базовият ГАЗ-53А, два негови варианта (с удължено шаси и самосвал) и експериментален образец, снабден с дизелов двигател от 80 к.с., изработен по лиценз на английския производител на двигатели Perkins във варненския завод за двигатели „Васил Коларов“. Заедно с тях на същия панаирен щанд са изложени и два камиона Skoda-LIAZ, чийто монтаж също е усвоен през следващата година в Шумен.
През октомври 1969 г. от монтажния цех в Шумен излиза 5000-ят камион ГАЗ, сглобен в България.
На 4 февруари 1970 г. Чехословакия и България подписват 10-годишен договор за сътрудничество в производството на товарни автомобили. Една година по-късно е подписана и дългосрочна спогодба между ДСО „Автопром“ и Генералната дирекция на Чехословашките автомобилни заводи за производството на задни мостове на товарни автомобили.
През 1980 г. КТА „Мадара“ усвоява новия тип задни мостове МТ, с които е снабдена модерната серия 100 на LIAZ.
Новият модел на LIAZ разполага с 6-цилиндров турбокомпресорен двигател с директно впръскване и две разновидности – МШ 637 и МШ 638, чиято мощност е съответно 270 и 304 к.с. Първите пробни серии от него напускат монтажната линия на „Мадара“ към края на 1980 г.
На 17 юли 1981 г. в Шумен е подписан нов договор за сътрудничество в областта на машиностроенето между Чехословакия и България, който обхваща периода 1981 – 2000 г. Според него България става най-големият, а след 1983 г. и единственият производител на предни, средни и задни двигателни мостове за товарните автомобили LIAZ. Там също така е предвидено до средата на 80-те години КТА „Мадара“ да произведе около 130 000 моста за нуждите на двете страни и да сглоби 15 000 камиона, като 2000 от тях да бъдат от новия модел 100.
Производството на така наречените „стари“ шкоди от типа MTS е окончателно преустановено през 1988 г., като дотогава са сглобени само няколко малки серии от новия влекач LIAZ 100 471. През 1987 г. е усвоен монтажът на LIAZ 100 050, а една година по-късно в Шумен започват да се сглобяват и всички модели от серията 110, като 110 010, 110 030, 110 850 и влекачите за международни превози 110 471 и 110 551, чиято максимална мощност достига съответно 290 и 305 к.с.
В началото на 1989 г. „Мадара“ усвоява производството на самосвалите LIAZ 150 260, а в края на същата година в комбината започват да се сглобяват и първите самосвали с двойно предаване от типа 151, както и първите 1000 броя от 2,5-тонния ГАЗ-66.
От този период средното годишно производство в КТА „Мадара“ включва около 3000 камиона ГАЗ-53А и още около 3200 броя LIAZ, като над 90% от детайлите на двата базови модела идват от заводите производители.
В периода 1971 – 1975 г. КТА „Мадара“ изнася за Чехословакия 10 800 моста от типа RT, а между 1976 и 1980 г. обемът на доставките достига 54 800 броя (в това число 2700 задни моста от типа МТ и 100). От 1978 до 1984 г. количеството на задните двигателни мостове доставени на LIAZ вече възлиза на 122 700 броя от типа RT, MT и 100. От самото начало на сътрудничеството с LIAZ през 1970 г. до април 1989 г., в КТА „Мадара“ са сглобени повече от 27 000 камиона от чешката марка, както и над 19 000 шасита за нуждите на комбината за автобуси „Чавдар“ в Ботевград. Малко известен факт е, че LIAZ взима активно участие и в строителството на завод „Васил Коларов“ във Варна, където започва производството на дизелови двигатели по лиценз на английската фирма Perkins.
През 1991 г. КТА „Мадара“ е преобразувано в акционерно дружество, а през 1999 г. комбинатът е приватизиран и 85% от него стават собственост на компанията SFK Ltd. По това време заводът разполага с няколко халета, които заемат 246 000 m² и открита площ от още 710 000 m². Тогава средната цена на един камион LIAZ-Мадара е около $ 55 000, но към 2000 г. тя е намалена със 7 до 10% в зависимост от типа на надстройката. Този стратегически ход за привличане на нови клиенти не довежда до очаквания резултат и производството на камиони в Шумен спада до критичното ниво от 40 броя, продадени за цялата 2000 г. По същото време производството на LIAZ 100 в Чехия е спряно.
Заводът работи и до днес. Продуктовата гама е прикачен земеделски инвентар.